# Edifici Econòmiques (UdG)
L'Edifici Econòmiques o Facultat de Ciències Econòmiques i Empresarials és un edifici de Girona que forma part de l'Inventari del Patrimoni Arquitectònic de Catalunya. Forma part del Campus de Montilivi de la Universitat de Girona.

## Descripció
La facultat de ciències econòmiques i empresarials es troba al campus Montilivi, projectat pel mateix arquitecte. El nou immoble interpretava la malla creada per a l'esmentat campus per mitjà d'un pati central perfectament quadrat.
A partir d'aquest pati s'organitzaven totes les circulacions i era a partir d'on anirien ampliant-se els diferents espais de la facultat ja amb una dinàmica més lliure. L'espai per als seminaris i despatxos té un cos propi, de manera que ja es destaca l'especificitat del seu ús en la volumetria. Es crea un pati interior amb un dels costats lliures, ja que els altres dos queden tancats pels aularis.
Com s'ha comentat, el creixement de les edificacions no queda palès al programa, de manera que aporta un toc orgànic al conjunt.